# Abu Bakr ibn Umar

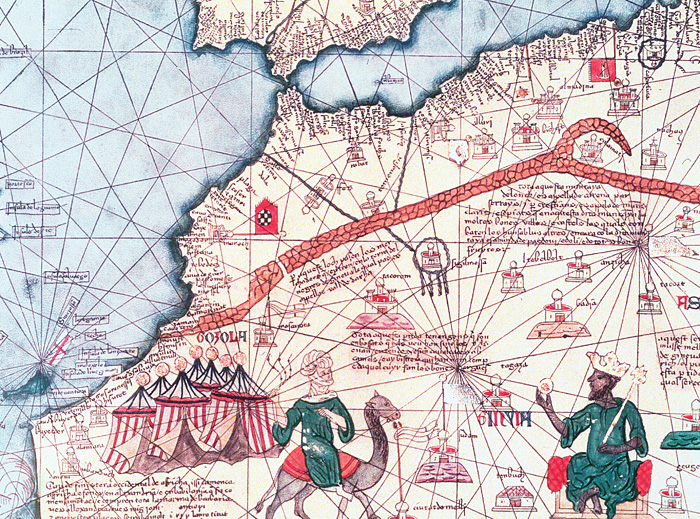
Abu Bakr ibn Umar aan linkerzijde en koning Mansa Musa aan de rechterzijde, afgebeeld vanuit de Catalaanse atlas uit 1375.

Abu Bakr ibn Umar (gestorven in 1087) (Arabisch: أبو بكر بن عمر) was een emir uit de Almoraviden-dynastie. Hij regeerde van 1059 tot 1087.

## Geschiedenis
Abu Bakr was de broer van Yahya ibn Umar, de leider van de Lamtuna, een substam van de Berberstam Sanhaja, uit het westen van de Sahara. Rond 1046 sloten beide broers zich aan bij Abdallah ibn Yasin, leider van de Almoraviden.
In 1054 werd hij emir van Adrar in het huidige Mauritanië. Na de dood van Yahya, die in 1056 in de Slag bij Tabfarilla verloor van de Djuddala-stam, werd hij door Ibn Yasin aangesteld als generaal van het Almoraviden leger. In 1055 werd Sijilmasa op Maghrawaden-stam ingenomen en in 1057 de regio Sous en de hoofdstad Aghmat veroverd. Nadat Ibn Yasin in 1059 was gesneuveld in de Slag bij Kurifalat tegen de Barghawata-stam, werd hij de nieuwe leider van de Almoraviden. Abu Bakr wist de Barghawata te onderwerpen en de verschillende Berberstammen te verbinden. Terwijl hij zijn neef, Yusuf ibn Tashfin, met een leger naar het noorden stuurde, trok hij zelf naar het zuiden vanwege stammenconflicten. Ondertussen groeide de macht van Ibn Tashfin en trok Abu Bakr zich in 1073 terug naar de Sahara. Desondanks werd hij tot aan zijn dood erkend door Ibn Tashfin als de leider van de Almoraviden. Hij wist in 1076 Koumbi Saleh en het Ghanese Rijk te veroveren.
Abu Bakr was getrouwd met een welgestelde vrouw uit Aghmat, Zaynab an-Nafzawiyyat. Zij trouwde later in 1071 met Yusuf ibn Tashfin.
Hij stierf door vergiftiging in 1087 in Senegal. Hij werd opgevolgd door zijn neef Ibn Tashfin.